# Донсков, Владимир Семёнович
Владимир Семёнович Донсков — советский военный, государственный и политический деятель, генерал-лейтенант.

## Биография
Родился в 1929 году в Крымской. Член КПСС.
С 1943 года — на хозяйственной, общественной и политической работе. В 1943—2008 гг. — курсант Кутаисского суворовского училища НКВД, в пограничных войсках, заместитель начальника заставы 79-го ПОГО пограничных войск МГБ Юго-Западного округа, слушатель Краснознаменного Военного института МВД, комендант 1-й пограничной комендатуры 22-го ПОГО пограничных войск МВД — КГБ Юго-Западного округа, заместитель начальника штаба 19-го ПОГО пограничных войск КГБ Юго-Западного округа, начальник штаба 31-го ПОГО УПВ КГБ Юго-Западного округа, начальник 62-го Находкинского ПОГО, начальник 60-го Виленско-Курильского ПОГО Тихоокеанского пограничного округа КГБ,
заместитель начальника штаба Западного пограничного округа КГБ, 1-й заместитель начальника войск Среднеазиатского пограничного округа КГБ, начальник войск Восточного пограничного округа КГБ, начальник Тыла погранвойск СССР, заместитель председателя КОГГ СССР, начальник Тыла погранвойск РФ, председатель фонда ветеранов Краснознаменного Восточного пограничного округа.
Избирался депутатом Верховного Совета Казахской ССР 10-го и 11-го созывов.
Умер в Москве в 2008 году.